# Jenkinsville
Jenkinsville es un pueblo del condado de Fairfield en el estado estadounidense de Carolina del Sur entre el Broad River y el río Little River. Se encuentra al este de Monticello Reservoir. La localidad en el año 2000 tiene una población de 50 habitantes, por lo que es también el más pequeño pueblo de Carolina del Sur. 